# Marea dinlăuntru
Marea dinlăuntru (original în spaniolă Mar Adentro) este un film spaniol din 2004, scenarizat, produs, regizat și sonorizat de Alejandro Amenábar. Filmul a fost premiat cu Oscar la categoria Cel mai bun film străin.
Filmul este bazat pe povestea vieții lui Ramón Sampedro, un spaniol, mecanic de vas, care a luptat 28 de ani pentru dreptul la eutanasie.

## Sinopsis
Ramón este paralizat de 27 de ani în urma unui accident suferit pe mare și este îngrijit de familia sa. Unica sa dorința  este un sfârșit demn. Filmul explorează relația lui Ramón cu doua femei: Julia, avocata care îl susține în lupta cu autoritățile pentru a-și sfârși viața și Rosa, o femeie din același sat, care încearcă să îl convingă că viața merită totuși trăită.

## Distribuție

### Familia lui Sampedro
- Javier Bardem: Ramón Sampedro
- Celso Bugallo: José Sampedro, fratele lui Ramón
- Mabel Rivera: Manuela Sampedro, soția lui José
- Tamar Novas: Javier Sampedro, nepotul lui Ramón
- Joan Dalmau: Joaquín, tatăl lui Ramón și al lui José

### Prietenii lui Ramon
- Belén Rueda: Julia
- Alberto Jiménez: Germán, soțul Juliei
- Lola Dueñas: Rosa
- Nicolás Fernández Luna: Cristian, fiul Rosei
- Raúl Lavisier: Samuel, fiul Roei
- Clara Segura: Gené
- Francesc Garrido: Marc, soțul lui Gené

## Premii
- Oscar 2005 Pentru Cel Mai Bun Film Străin
- Venezia 2004 Leul De Argint
- Venezia 2004 Cupa Volpi pentru Cel Mai Bun Actor - Javier Bardem
- European Film Awards: Cel Mai Bun Actor, Cel Mai Bun Regizor
- 14 Premii Goya